# Ruschia lavisii
Ruschia lavisii är en isörtsväxtart som beskrevs av L. Bol. Ruschia lavisii ingår i släktet Ruschia och familjen isörtsväxter. Inga underarter finns listade i Catalogue of Life.